# قطعنامه ۱۵۱۴ شورای امنیت
قطعنامه ۱۵۱۴ شورای امنیت سازمان ملل متحد که در تاریخ ۱۳ نوامبر ۲۰۰۳ تصویب شد، سندی بین‌المللی دربارهٔ بررسی وضعیت در ساحل عاج است. این قطعنامه طی نشست ۴۸۵۷ام با ۱۵ رای موافق، ۰ مخالف و ۰ ممتنع تصویب شد.